# Hortus Deliciarum

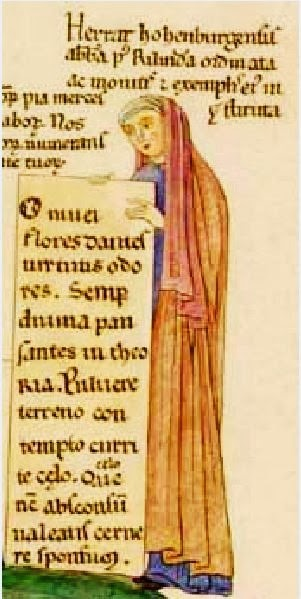
Selbstbildnis der Herrad von Landsberg im Hortus Deliciarum

Der Hortus Deliciarum (deutsch: „Garten der Köstlichkeiten“) ist eine von Herrad von Landsberg verfasste Enzyklopädie und die erste nachweislich von einer Frau abgefasste Enzyklopädie. Herrad, die zwischen 1167 und 1195 Äbtissin des Klosters Hohenburg auf dem Odilienberg im Elsass war, erstellte und illustrierte die Handschrift. Sie vollendete die Arbeit im Jahr 1175 oder bald danach. Das Original der einzigartigen und äußerst wertvollen Handschrift verbrannte 1870 im Deutsch-Französischen Krieg.
Das mit 344 Miniaturen illustrierte Werk fasste in lateinischer Sprache das theologische und profane Wissen der damaligen Zeit zur Belehrung der Klosterfrauen zusammen. Die Handschrift bestand aus 324 Pergamentblättern, 255 in Großfolio und 69 in kleinerem Format.

## Geschichte

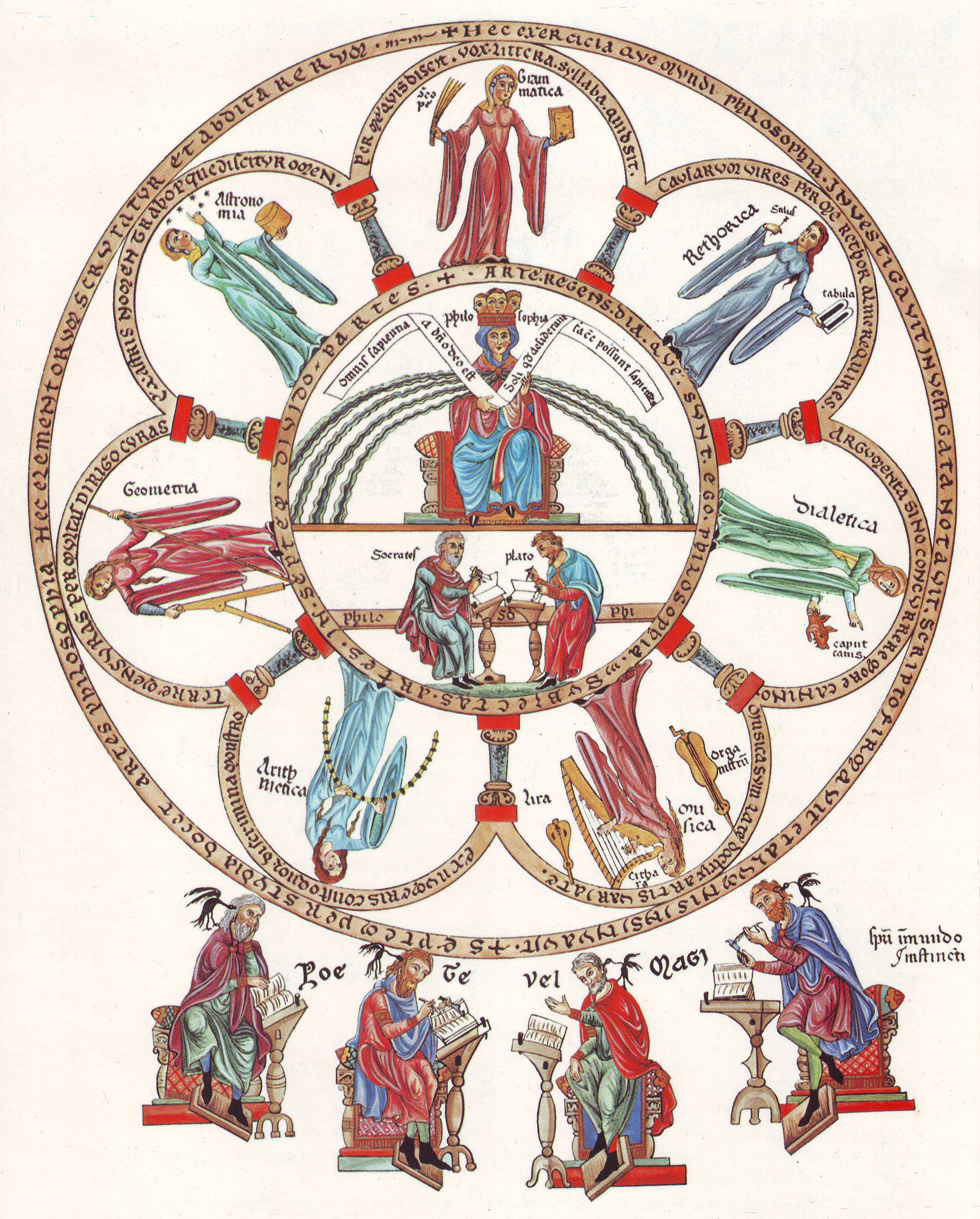
Bildliche Allegorie „Die Philosophie thront inmitten der sieben freien Künste“, farbiges Faksimile

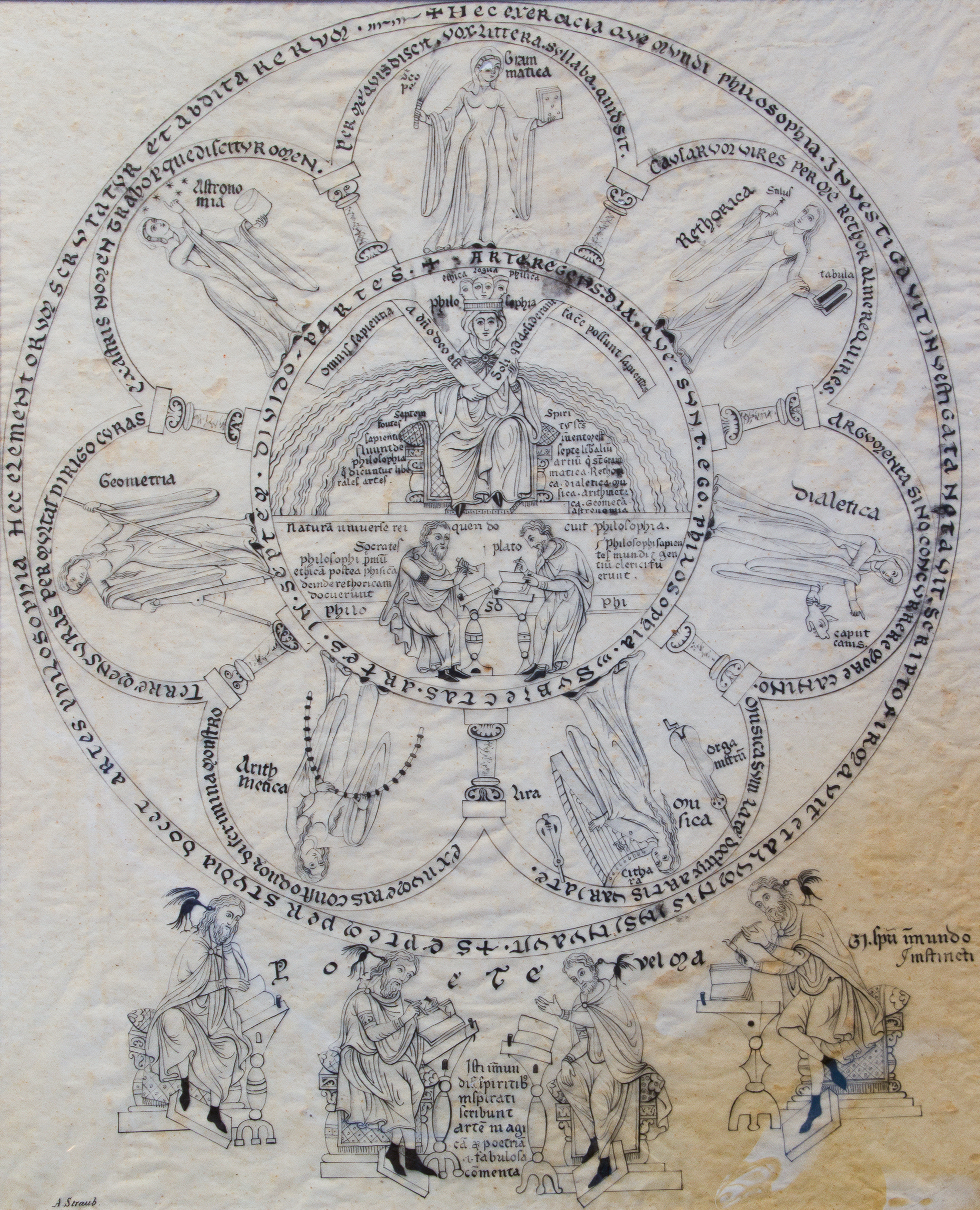
Kopie der Allegorie in der Ausgabe von A. Straub

Herrads Enzyklopädie ist nach dem Zeugnis einer darin enthaltenen Kalendertafel und der bis zu Papst Lucius III. geführten Papstliste nicht vor 1175, aber wohl auch nicht sehr lange danach abgeschlossen worden.
Die kostbare Handschrift wurde im Kloster Hohenburg sorgfältig aufbewahrt. Nach dem großen Brand von 1546, der die Klostergebäude fast völlig zerstörte, übergab die letzte Äbtissin Agnes von Oberkirch den Besitz des Klosters dem Bischof von Straßburg, und so kam der Hortus Deliciarum in das bischöfliche Archiv in Zabern. Später befand sich die Handschrift im Kartäuserkloster in Molsheim, wo im 17. Jahrhundert eine Abschrift des Textes hergestellt wurde. Während der Französischen Revolution kam die Handschrift in die Straßburger Distriktsbibliothek.
Das Original verbrannte in der Nacht vom 24. auf den 25. August 1870 bei der Belagerung von Straßburg während des Deutsch-Französischen Krieges in der Universitätsbibliothek Straßburg, wo es in dieser Zeit aufbewahrt wurde. Nur Nachzeichnungen, darunter ein von Christian Moritz Engelhart erstelltes Faksimile von 1818 (siehe Literatur), das auch Johann Wolfgang von Goethes Aufmerksamkeit gewann, sind erhalten geblieben. Durch unermüdliche Gelehrtenarbeit ist es aber gelungen, aufgrund vorhandener Kopien und Abschriften einen großen Teil der Miniaturen und den begleitenden lateinischen Text so wiederherzustellen, dass es noch heute möglich ist, einen lebendigen Eindruck von diesem einzigartigen Zeugnis mittelalterlicher Kultur- und Geistesgeschichte aus dem Elsass zu gewinnen.
Am wichtigsten für die Wiederherstellung der Handschrift waren die in der Französischen Nationalbibliothek in Paris aufbewahrten Kopien aus dem Nachlass des französischen Kunsthistorikers Auguste de Bastard d’Estang (Jean-François-Auguste, comte de Bastard d’Estang; 1792–1883). Er hatte die Handschrift 1830 für mehrere Jahre entliehen und während dieser Zeit nicht nur eine Abschrift des Textes, sondern auch sorgfältige Nachbildungen vieler Miniaturen, teils in farbiger Wiedergabe, teils in Durchzeichnung der Umrisse angefertigt. Aufgrund dieser Arbeiten war es möglich, von den 344 Miniaturen des Hortus Deliciarum 254 wiederherzustellen, viele wenigstens in Umrisszeichnung. 1879 beauftragte die Gesellschaft für die Erhaltung der historischen Denkmäler des Elsasses den Straßburger Domherrn und Archäologen A. Straub mit der Herausgabe, die 1899 durch G. Keller vollendet wurde und 113 Bildtafeln in Großfolio umfasst.
Diese grundlegende Veröffentlichung findet eine sehr wertvolle und aufschlussreiche Ergänzung durch das von derselben Gesellschaft geförderte Werk des Bibliothekars und Schlettstädter Archivdirektors Joseph Walter von 1952 (siehe Literatur). Es bietet eine Auswahl von 50 zum Teil mehrfarbigen Bildtafeln mit einleitendem Text und ikonografischen Erklärungen. Auch ein Verzeichnis der ursprünglich vorhandenen 344 Miniaturen ist beigegeben. Besonders wertvoll ist es, dass es Joseph Walter in jahrelanger Forschungsarbeit gelungen ist, die in der Handschrift enthaltenen Auszüge aus Werken kirchlicher Schriftsteller größtenteils zu identifizieren und dadurch einen tieferen Einblick in die theologischen Grundgedanken des gesamten Werkes zu erschließen.

## Inhalt

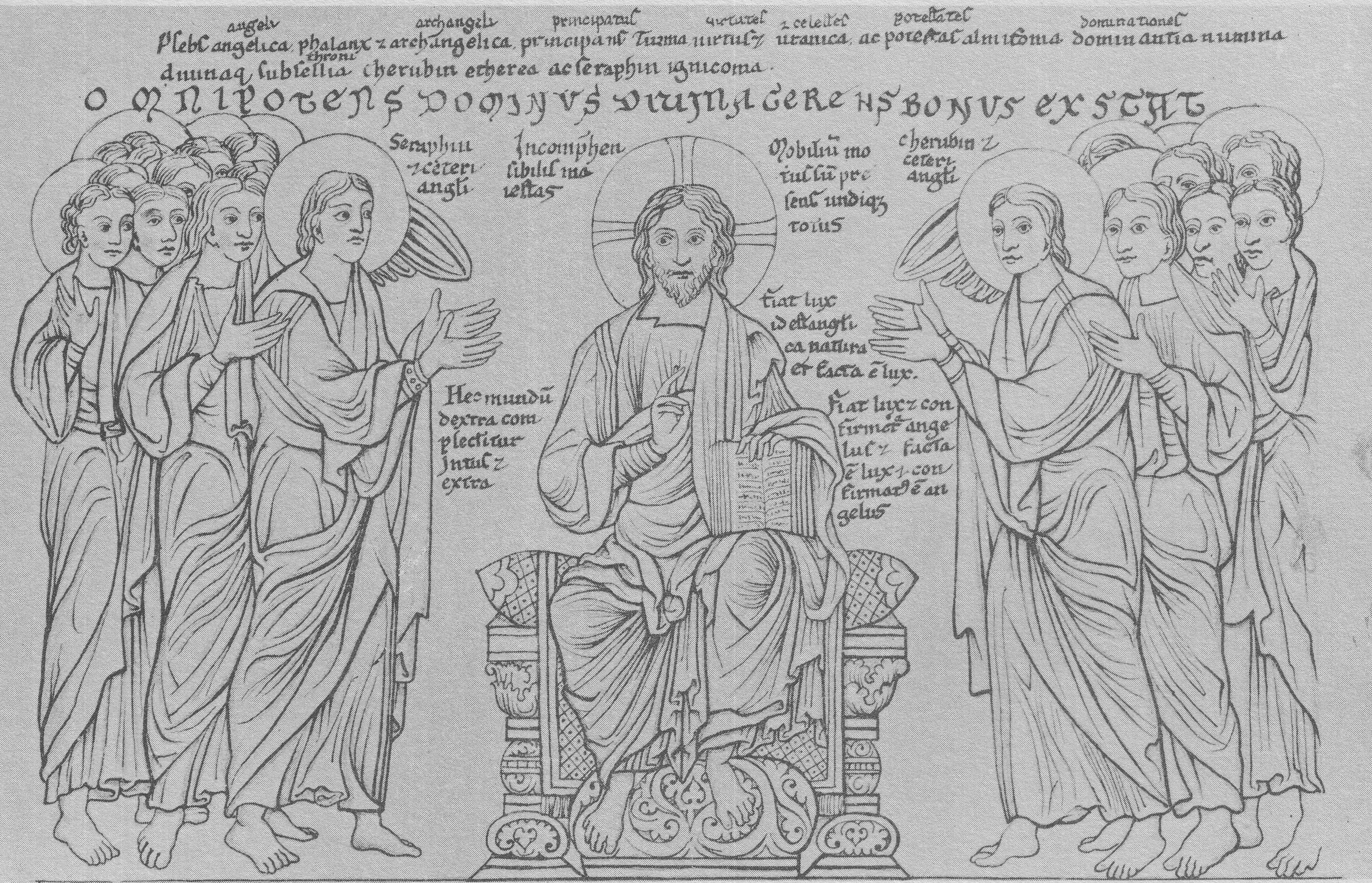
Die Erschaffung der Engel

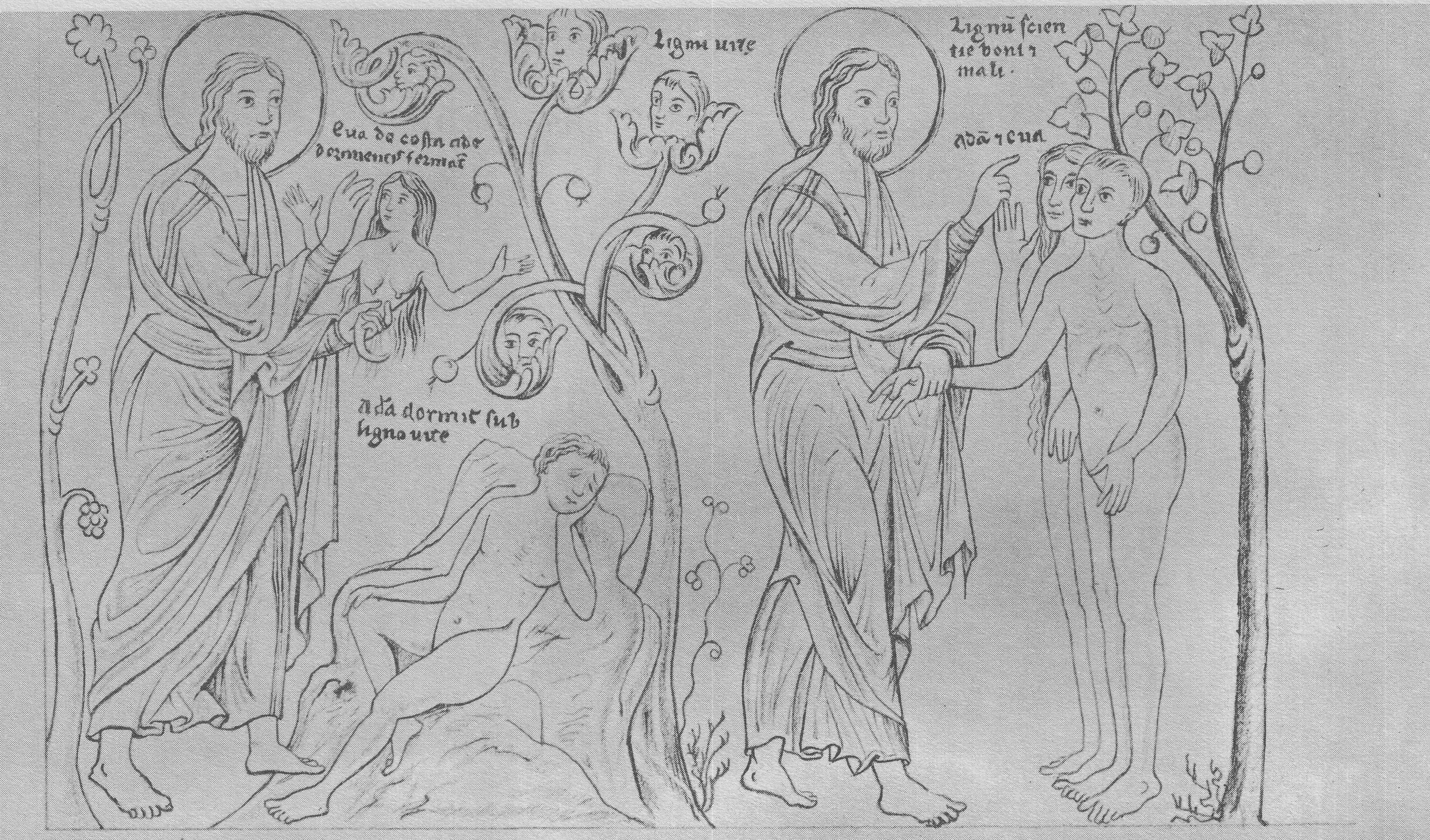
Die Erschaffung Evas und das Verbot, vom Baum der Erkenntnis des Guten und Bösen zu essen

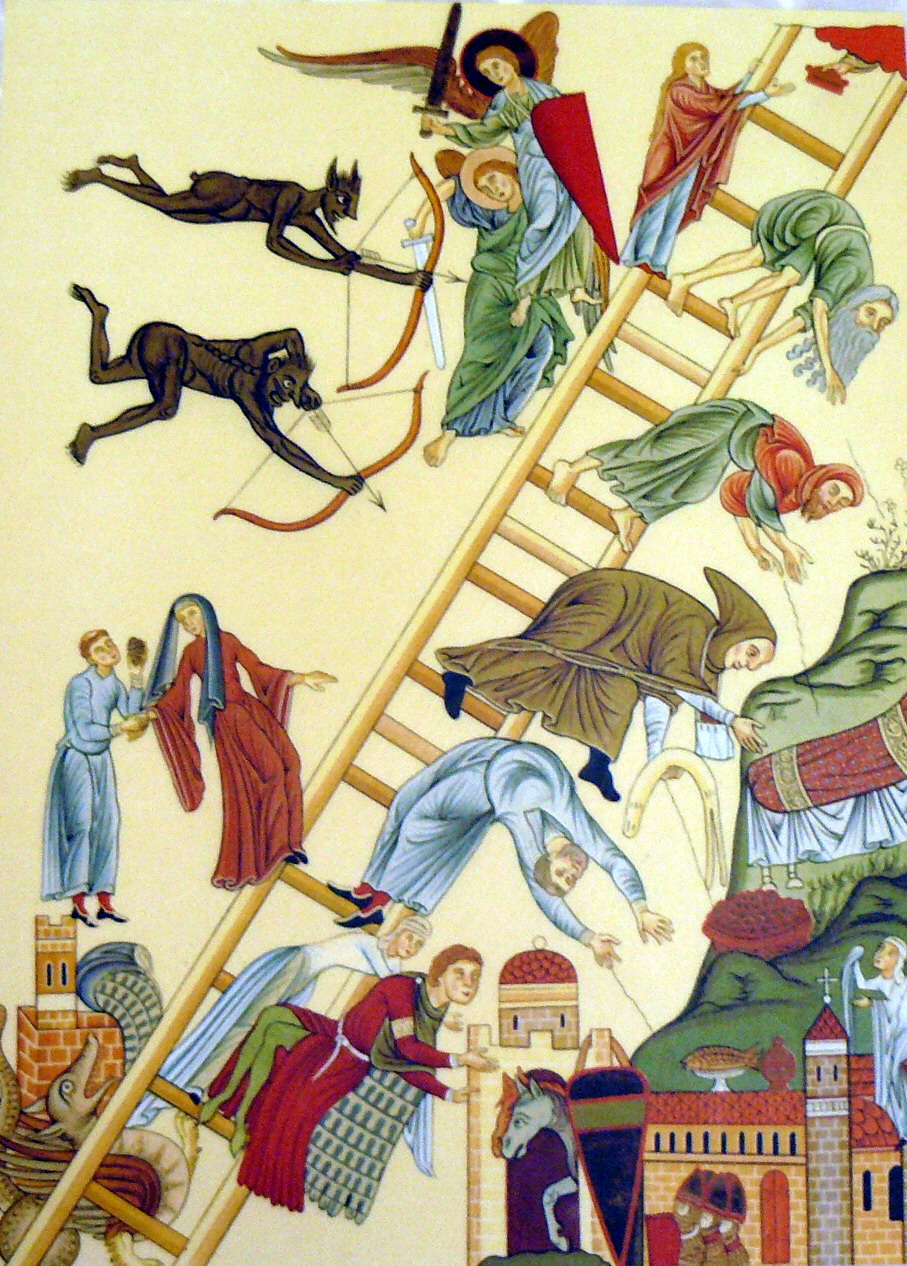
Die Tugendleiter

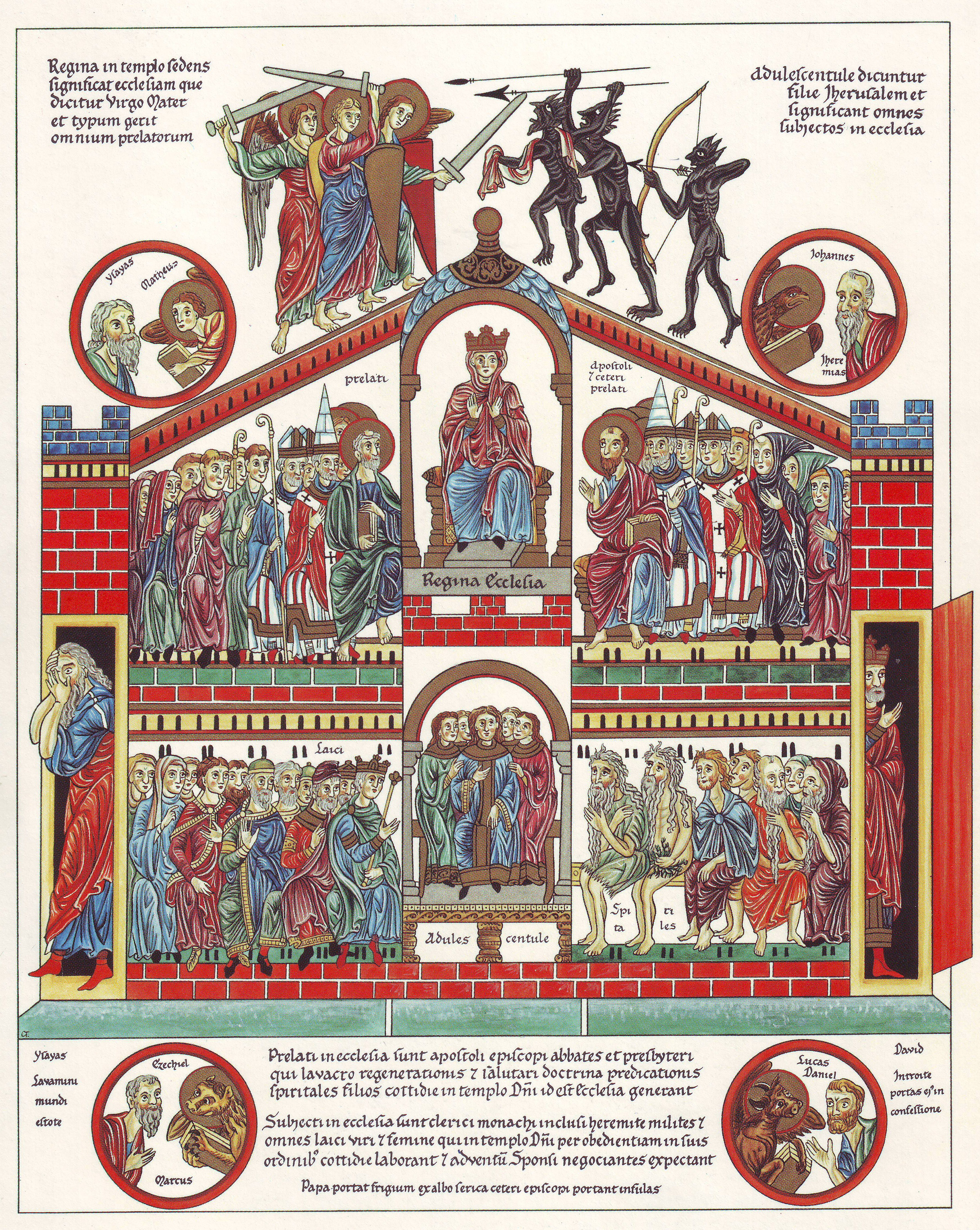
Darstellung der Kirche („Regina Ecclesia“) mit den Gläubigen

Der Hortus Deliciarum stellt nicht nur eine Enzyklopädie, eine Zusammenfassung des gesamten Wissens der Zeit, sondern auch eine für den klösterlichen Unterricht bestimmte Sammlung von Auszügen aus der Bibel und dem kirchlichen Schrifttum dar. Es handelt sich aber keineswegs um eine bloße Aneinanderreihung zusammengetragenen Wissensstoffes. Beabsichtigt ist nichts Geringeres als eine Darstellung der universalen Kirche und der in ihr verwirklichten Heilsgedanken Gottes, beginnend mit der Weltschöpfung, quer durch die Geschichte des Alten Testamentes mit seinen geheimnisvollen Vorausdarstellungen des Christusgeschehens bis hin zu der Erscheinung Jesu Christi selbst. Christus steht im Mittelpunkt aller Betrachtungen, er ist die Quelle des wahren Lebens, der Spender aller geistlichen Gaben, und wenn die Kirche auf Erden auch nie vollendet und vollkommen ist, sondern vielen Kämpfen und Versuchungen ausgesetzt bleibt, so weist sie doch über sich selbst hinaus auf das himmlische Jerusalem, das leuchtende Ziel der göttlichen Heilsgeschichte.
In diesem Zusammenhang wird auch der Titel des Werkes verständlich: Herrads Lieblingsschriftsteller Honorius Augustodunensis bezeichnet in seiner Schrift Speculum ecclesiae das Paradies als Hortus Deliciarum, als den Garten der geistlichen Ergötzungen, und sieht dieses durch Christus wieder erschlossene Paradies repräsentiert in der Kirche als dem Hause Gottes mit allen Schätzen göttlicher Weisheit und Erkenntnis, zusammengefasst in Jesus Christus, der die Kirche als seine Braut zur ewigen Vollendung führen wird. In diesen Paradiesgarten dürfen sich Herrads Schülerinnen ergehen und Speise des Lebens darin sammeln.
Die Bilderhandschrift beginnt mit der Erschaffung der Engel und Luzifers Herrlichkeit und Sturz, mit Weltschöpfung und Sündenfall. Sie zeigt den Weg des menschlichen Elends in Brudermord, Sintflut und Turmbau zu Babel und weist hin auf die Versuche der Menschheit vor Christus sich aus eigener Kraft wieder aufzurichten. In diesem Zusammenhang erscheint die Wissenschaft in Gestalt der Sieben Freien Künste, es erscheinen die Vertreter der Philosophie der Antike, Sokrates und Plato. Es wird aber auch gewarnt vor den verführerischen Mächten des Götzendienstes und Aberglaubens. Der göttliche Heilsratschluss fängt an mit der Berufung Abrahams, er geht weiter zur Gesetzgebung auf dem Sinai. Im alttestamentlichen Gottesdienst ist Christi Priestertum vorgebildet. Den blutigen Opfern des Alten Bundes werden die geistlichen Opfer des Neuen Testamentes gegenübergestellt, die in der Verleugnung von Selbstliebe und Eigenwillen, in der freudigen Darbringung von Dank und Lobpreis, in Gebet und Bekenntnis bestehen. Der König Salomo erscheint als „figura salvatoris“ (Erlöserfigur) und die Königin von Saba, die nach seiner Weisheit fragt, als Typus der „ecclesia gentium“, einer Kirche, die aus den heidnischen Völkern zusammengerufen wird.
Der neue Bund der Gnade beginnt mit Jesus Christus. Seine Geburt, die Anbetung durch die Weisen aus dem Morgenland, sein Leben von der Taufe im Jordan bis zu seiner Passion wird ausführlich dargestellt. Auch die Wunder und Gleichnisse des Neuen Testaments finden in Wort und Bild eine sorgfältige Deutung. Zahlreich sind die Illustrationen zur Leidensgeschichte und zu den Erscheinungen des auferstandenen Herrn – letztere sind leider alle verloren gegangen. Mit der Aussendung der Apostel beginnt eine neue Phase der Heilsgeschichte, die Kirche aus den Völkern wird gesammelt und Christus entgegengeführt. Wie diese Kirche und jeder einzelne Christ mit den Versuchungen der Welt zu kämpfen hat, zeigt die ausführliche Darstellung des Kampfes der Tugenden mit den Lastern, eine ganze christliche Ethik im Anschluss an die Psychomachia des altkirchlichen Dichters Prudentius. Die Tugendleiter lässt erkennen, wie der Aufstieg zur Höhe zuletzt nur der selbstvergessenen Liebe gelingt. Die Kirche wird dargestellt als ein mit Türmen und Zinnen geschmückter Bau mit zwei Stockwerken. Unten befindet sich die Laienwelt, zu der neben Rittern und Frauen, Bauern und Handwerkern auch die ungelehrten Mönche und Einsiedler gehören. Das obere Stockwerk repräsentiert die lehrende Kirche, und da erscheinen neben Aposteln und Päpsten, Bischöfen und Äbten auch einige Frauen in dem gleichen Gewand, in dem sich Herrad selber als „abbatissa Hohenburgensis“ (Hohenburger Äbtissin) dargestellt hat, wie sie sich mit einer Schriftrolle in der Hand der Jungfrau Maria und dem Jünger Johannes als dem Patron der gottgeweihten Jungfrauen naht. Sie ist sich der Würde ihres kirchlichen Lehramts in der klösterlichen Gemeinschaft ganz unbefangen bewusst. Sie lebt in der Welt der mannigfaltigen symbolischen Beziehungen, wie der Geist des Mittelalters sie liebte, und es ist der ganz reale Bezug auf das Geheimnis der Offenbarung Gottes in Jesus Christus, der dieser Kunst die Kraft gibt, das biblische Zeugnis lebendig zu vergegenwärtigen und zugleich den ahnenden Blick des Beschauers auf eine übersinnliche Wirklichkeit zu lenken. Das gilt besonders auch von der großen Schau der letzten Dinge, die Herrad mit ihrer Zeitgenossin Hildegard von Bingen, der Äbtissin von Rupertsberg, teilt.
Der letzte Teil des Hortus Deliciarum beginnt mit der verführerischen Erscheinung des Antichrist, seiner angemaßten Herrlichkeit und seinem Sturz. Zwei große farbige Blätter zeigen die Hure Babylon und die Braut Christi, von denen in der Offenbarung des Johannes die Rede ist. Es folgt eine figurenreiche Darstellung des Jüngsten Gerichts, der Zug der Seligen und der Verdammten, die Hölle mit ihren Straforten, die Seligkeit der Auserwählten und der neue Himmel und die neue Erde, die ganz mit Frühlingsblumen übersät ist.
Die abschließenden Blätter des Hortus Deliciarum sind der Geschichte und damaligen Gegenwart des Klosters Hohenburg gewidmet. Man sieht den fränkischen Herzog Eticho, wie er seiner Tochter Odilia und ihren Stiftsfrauen den Schlüssel des Klosters übergibt, dazu die Äbtissin Relindis, die das Kloster nach einer Zeit des Verfalls wiederhergestellt hatte, und schließlich Herrad selber mit 47 Klosterfrauen und 13 Novizinnen, deren Namen angegeben sind.

## Textbeispiel
| Transkription des Textes | Übersetzung |
| --- | --- |
| Prelati in ecclesia sunt apostoli episcopi abbates et presbyteri qui lavacro regenerationis et salutari doctrina predicationis spiritales filios cottidie in templo Domini id est ecclesia generant                | Die Vorsteher (Prälaten) in der Kirche sind die Apostel, die Bischöfe, die Äbte und die Priester, die durch das Bad der Erneuerung (Wiedergeburt) und durch die heilbringende Lehre der Verkündigung täglich geistige Söhne im Tempel des Herrn, das ist die Kirche, hervorbringen. |
| Subjecti in ecclesia sunt clerici monachi inclusi heremite milites et omnes laici viri et femine qui in templo Domini per obedientiam in suis ordinibus cottidie laborant et adventum Sponsi negociantes expectant | Die Untergeordneten in der Kirche sind die Kleriker, die Mönche, die Inklusen, die Eremiten, die Soldaten und alle Laien, Männer und Frauen, die täglich im Tempel des Herrn durch Gehorsam in ihrem Stand arbeiten und sich mühend die Ankunft des Bräutigams erwarten.            |
| Papa portat frigium ex albo serica ceteri episcopi portant infulas | Der Papst trägt die Papstkrone aus weißer Seide, die anderen Bischöfe tragen die Mitren. |

## Bildliche Darstellungen
Der Hortus Deliciarum schöpft in vielen seiner bildlichen Darstellungen aus einer jahrhundertealten Überlieferung kirchlicher Buchmalerei. Ikonografische Untersuchungen ergeben mancherlei Beziehungen zur byzantinischen Kunst, die im 12. Jahrhundert über Sizilien großen Einfluss auf das Abendland gewonnen hatte. Die Beziehungen zum italienischen Süden waren in der Zeit der Hohenstaufen besonders lebendig, und doch eignet dem Werk auch eine große Frische und Originalität. Während Christus und seine Engel, die Apostel und Propheten im herkömmlichen feierlichen Gewand der altchristlichen Kunst erscheinen, tragen die übrigen Gestalten der biblischen Geschichte zeitgenössische Bekleidung, und so bedeutet der Hortus Deliciarum zugleich ein unschätzbares Zeugnis für Kleidung und Einrichtung, Waffen, Geräte und Werkzeuge des 12. Jahrhunderts. Die Könige und ihre Schwertträger, die vornehmen Frauen erscheinen im höfischen Gewand der Hohenstaufenzeit, die Kriegsleute in ritterlicher Rüstung mit Panzerhemd, Schwert und Schild und auch die allegorischen Gestalten der Tugenden und der Laster tragen über ihren lang herabwallenden Frauengewändern den Kettenpanzer. Zur Veranschaulichung der Eitelkeit der Welt, von der der Prediger Salomon redet, zeichnet Herrad das Glücksrad und ein entzückendes Marionettenspiel. Auch den Reden und Gleichnissen Jesu sind erläuternde Bilder beigegeben. Da liegt der arme Lazarus vor der Tür des reichen Mannes, da hebt der barmherzige Samariter den Verwundeten sorgsam auf sein Pferd, und wenn im Gleichnis von der königlichen Hochzeit einer der geladenen Gäste sich entschuldigt – „Ich habe geheiratet und kann deshalb nicht kommen.“ (Lk 14,20 ) –, wird dies zum Anlass, in den Text das Bild eines bräutlich geschmückten Mädchens einzufügen.
Was die Bildtechnik betrifft, so waren die Umrisse der Figuren mit der Feder aufgezeichnet, dann wurden die Lokalfarben, die Lichter und die Schatten aufgesetzt und endlich die Konturen mit schwarzer oder brauner Tinte nachgezogen. Bevorzugt waren lebhafte Farben, Rot, Hellblau, Hellgrün, Kastanienbraun und Gold. Während die Perspektive nicht selten mangelhaft ist, überrascht die gute Zeichnung der Gewänder und die edle, natürliche Haltung der Figuren. Ein dem Gesamtwerk verwandtes Seitenstück ist nicht bekannt. An zeitgenössischer Buchmalerei aus dem Elsass ist zu wenig vorhanden, als dass von einem landschaftlich bedingten Stil der Miniaturen gesprochen werden könnte. Beachtlich ist jedoch die Verwandtschaft einiger Glasfenster im romanischen Teil des Straßburger Münsters mit den Miniaturen des Hortus Deliciarum.

## Miniaturen-Galerie

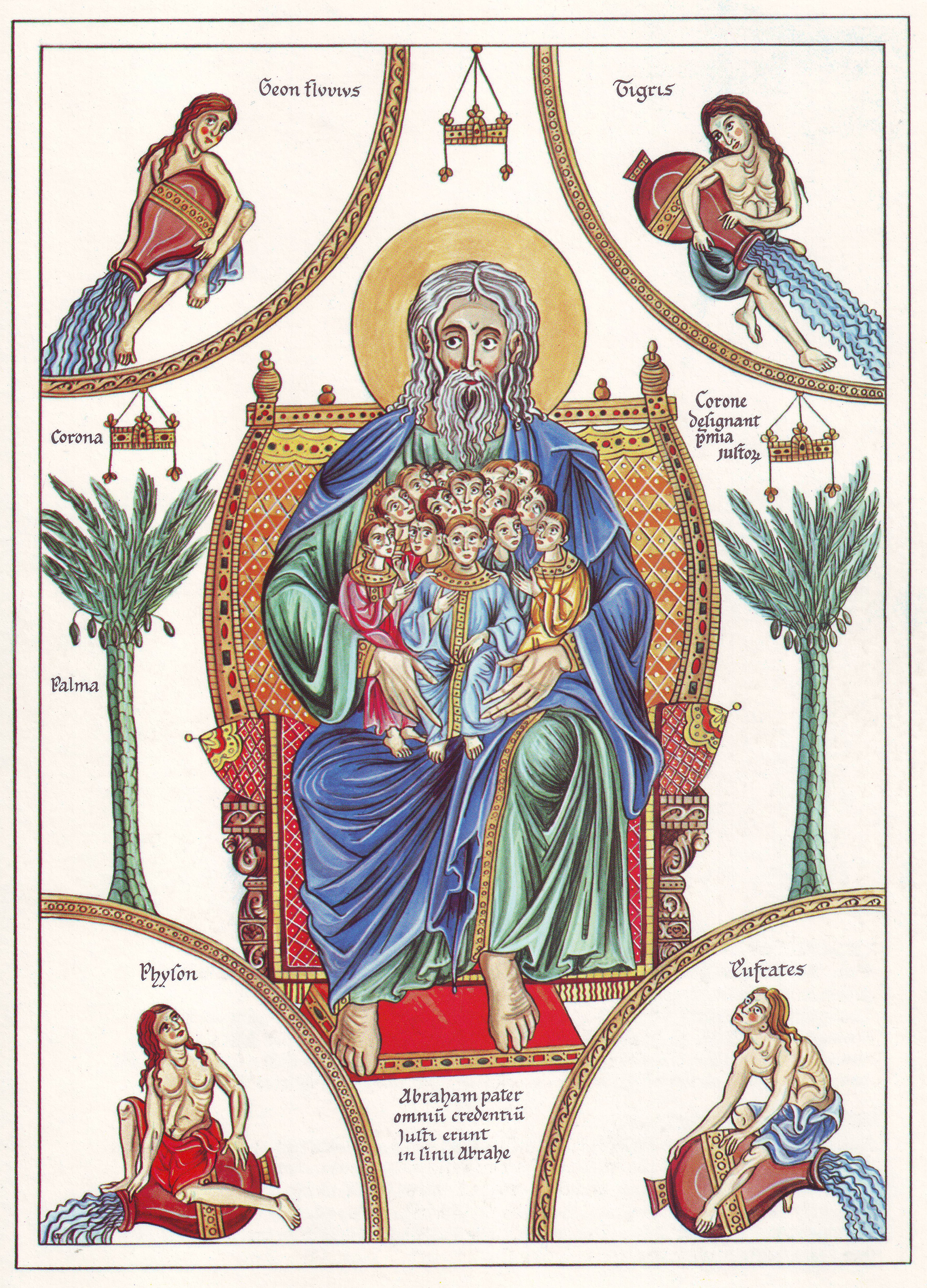
Der Schoß Abrahams
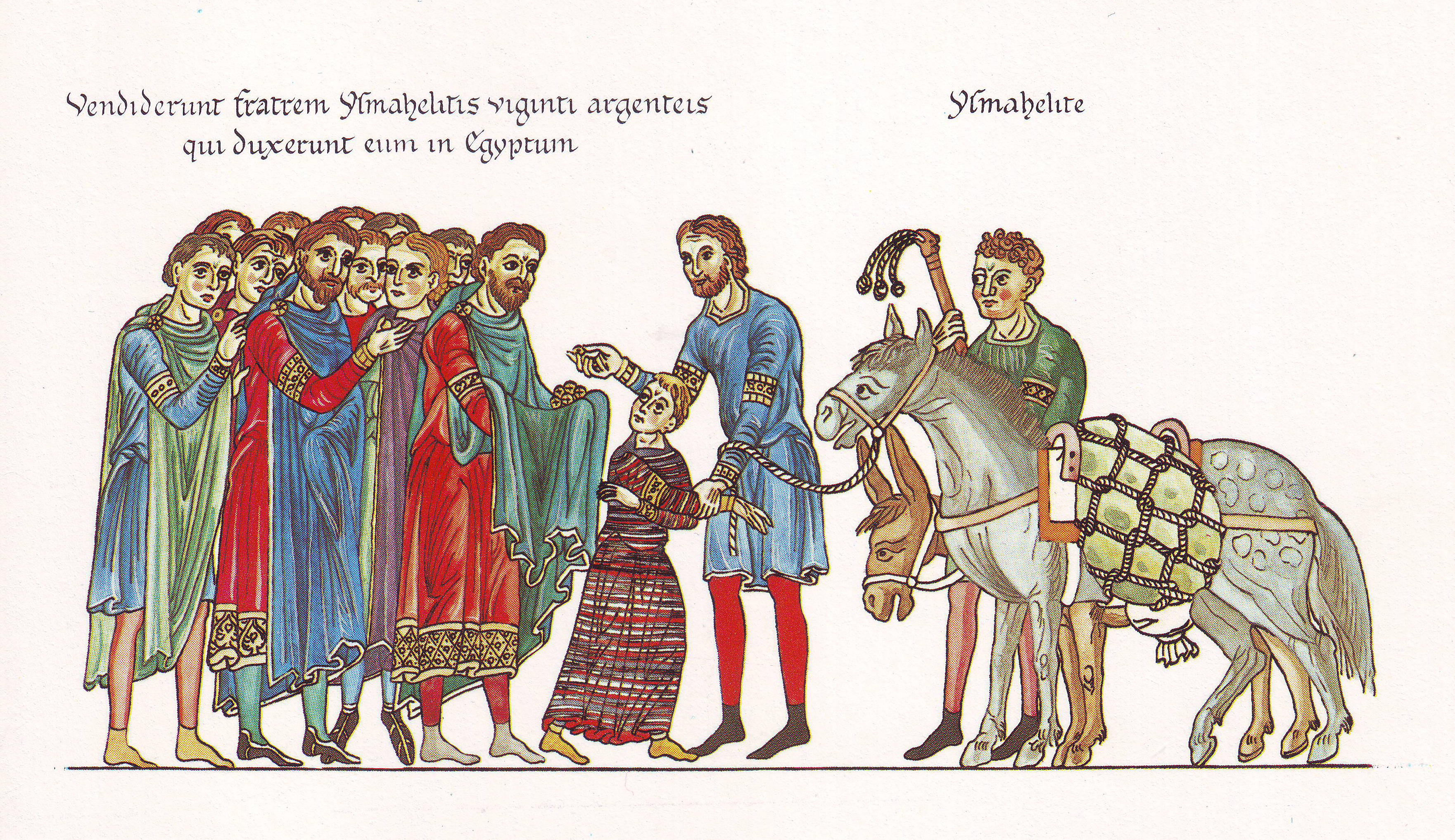
Josef wird von seinen Brüdern nach Ägypten verkauft
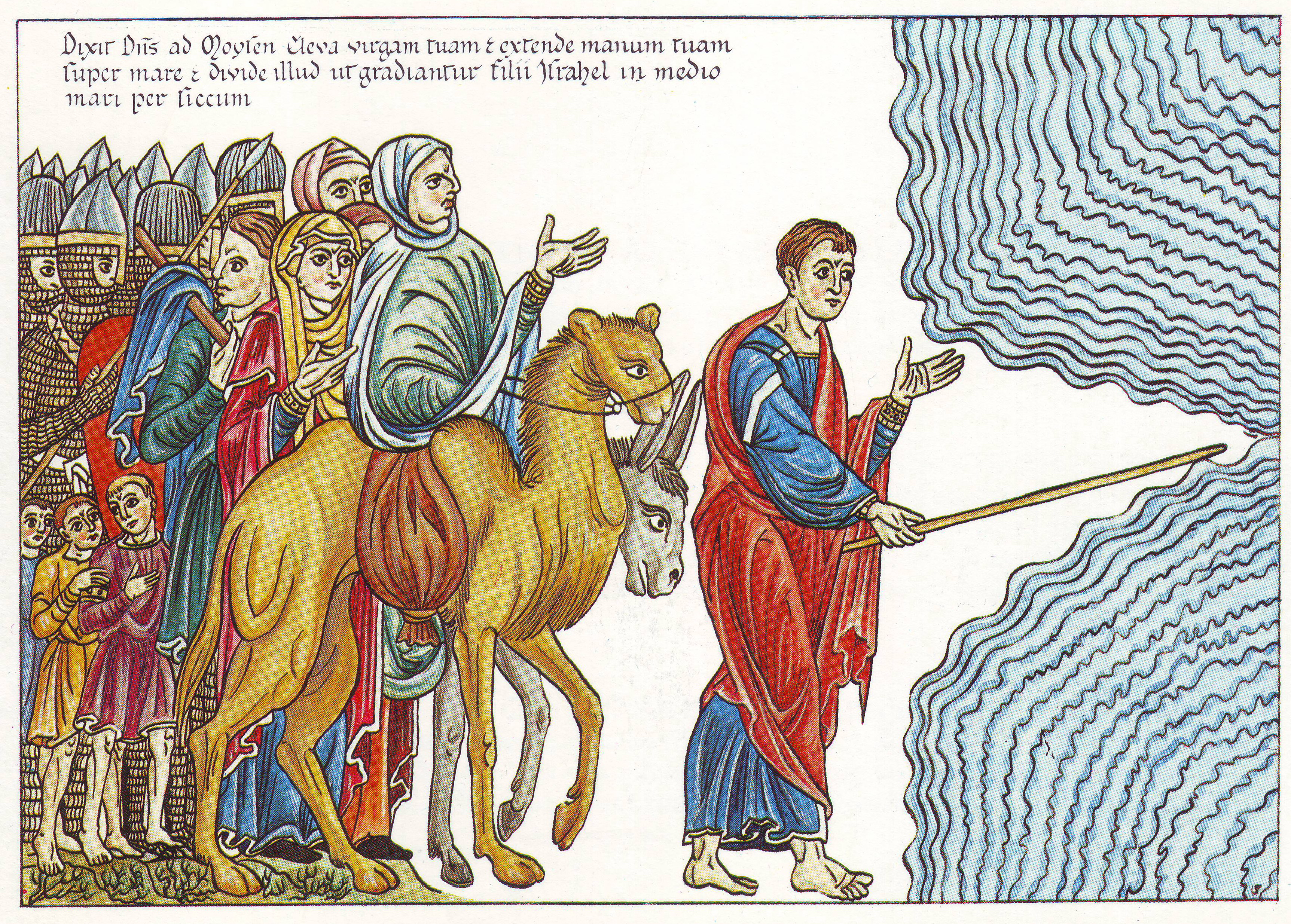
Moses führt die Israeliten durch das Meer
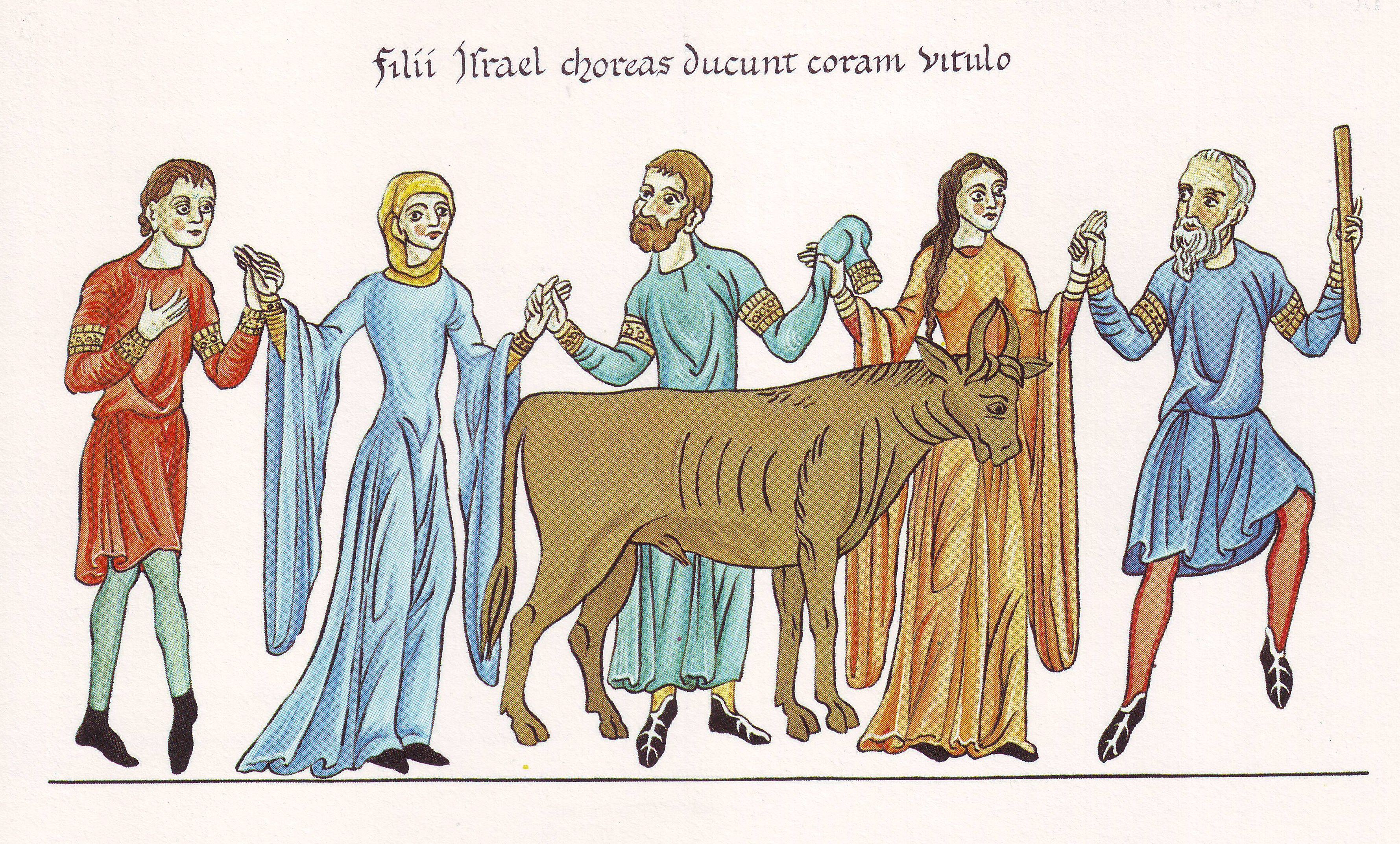
Der Tanz um das goldene Kalb
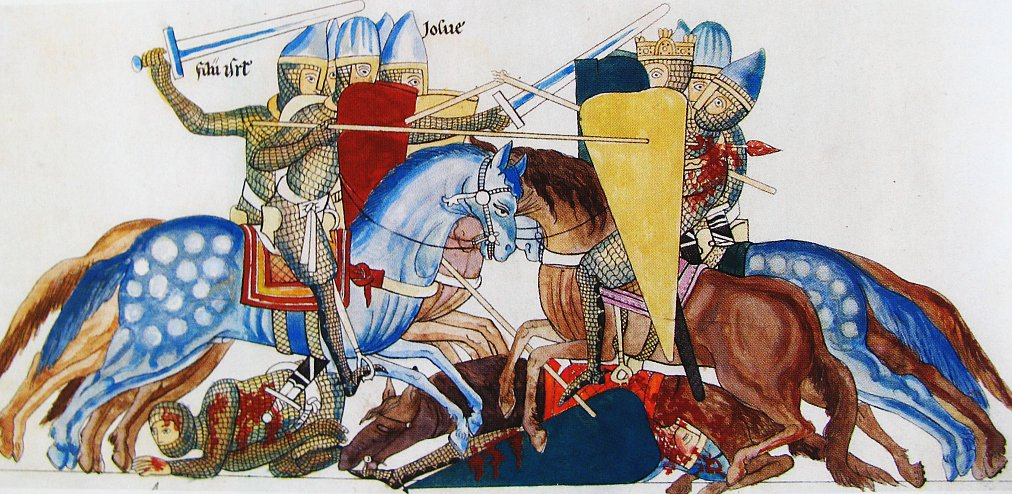
Josua im Kampf mit dem König der Amalekiter
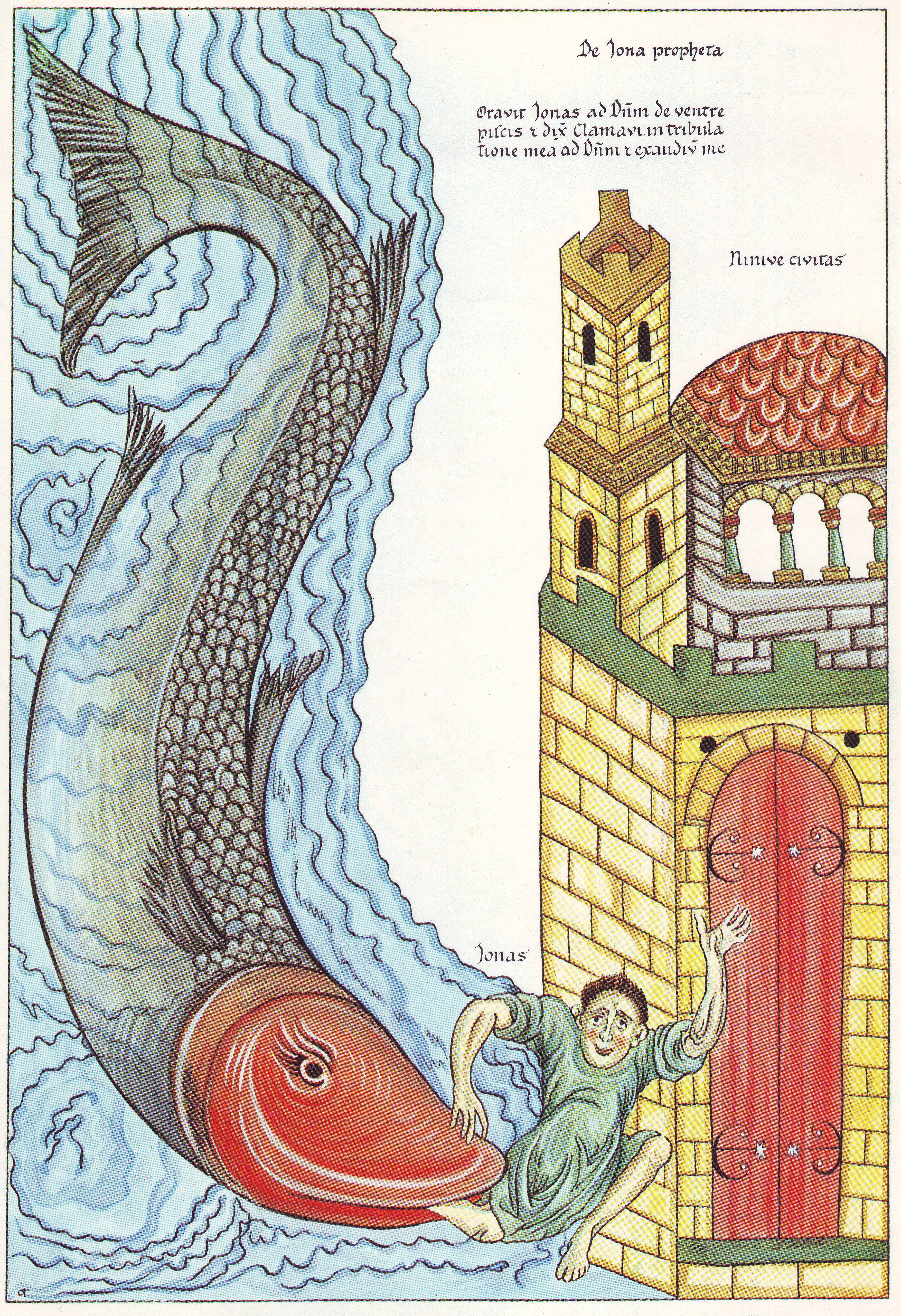
Der Prophet Jona wird vom Fisch bei Ninive ausgespien
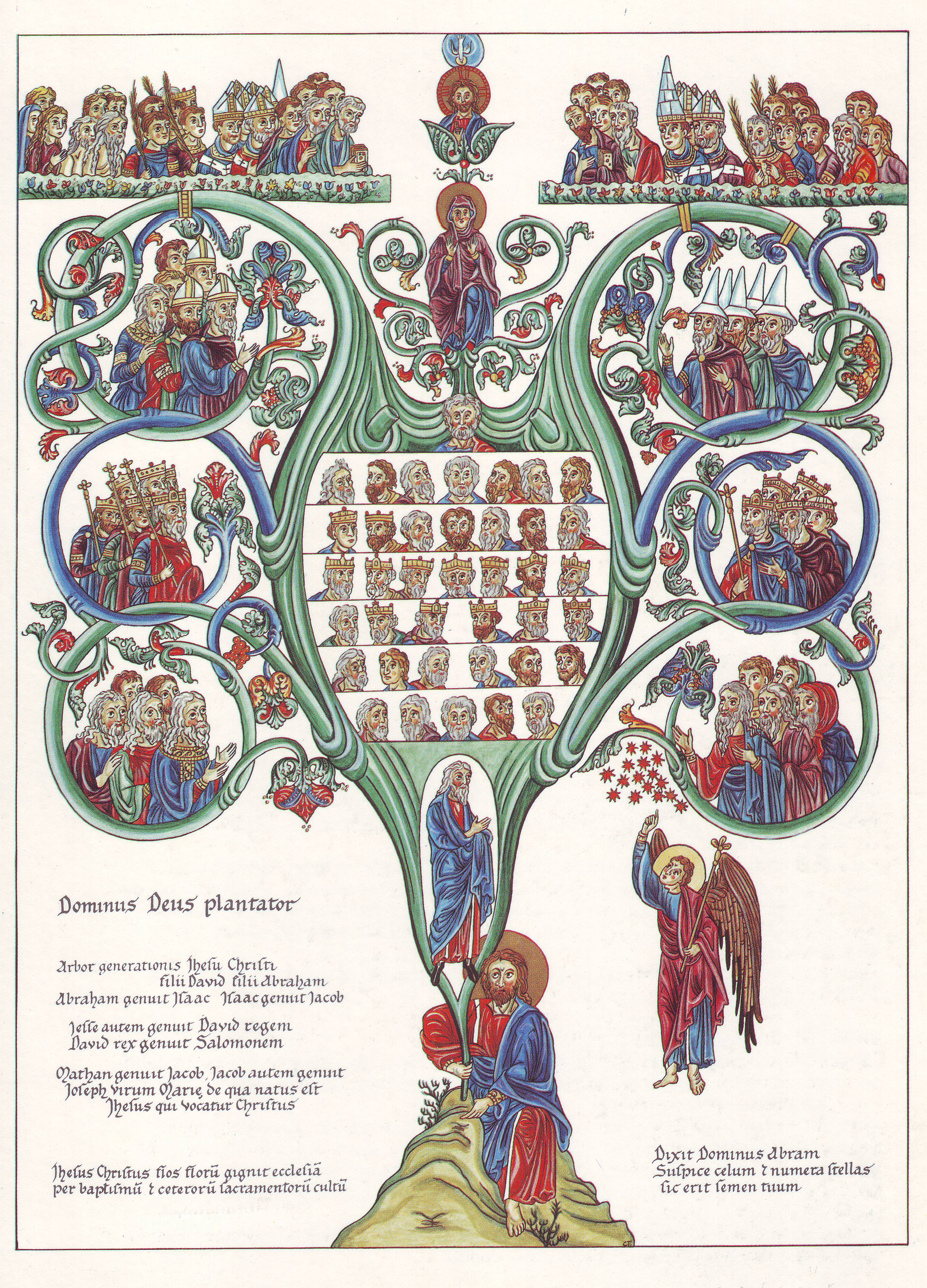
Der Stammbaum Christi
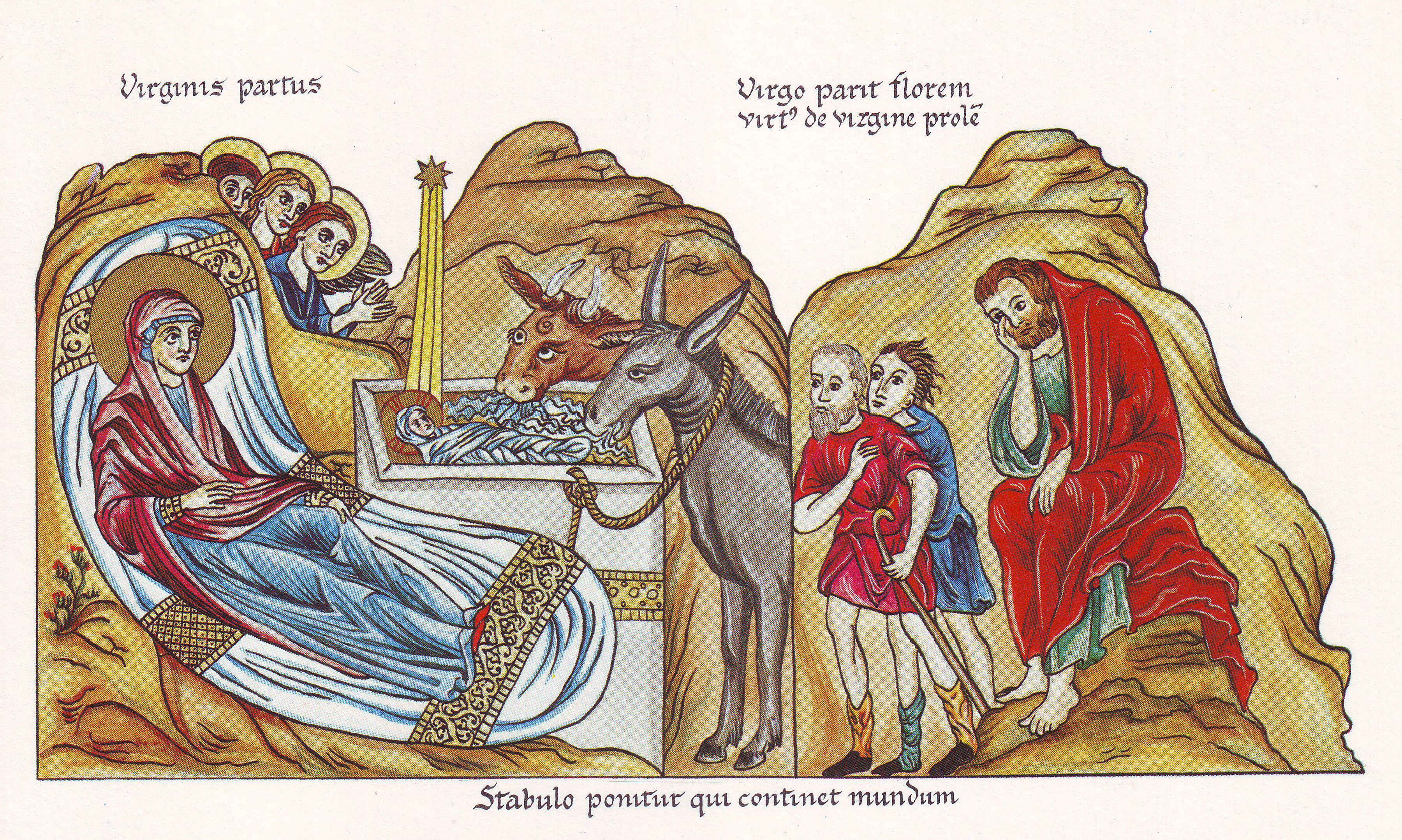
Die Geburt Christi
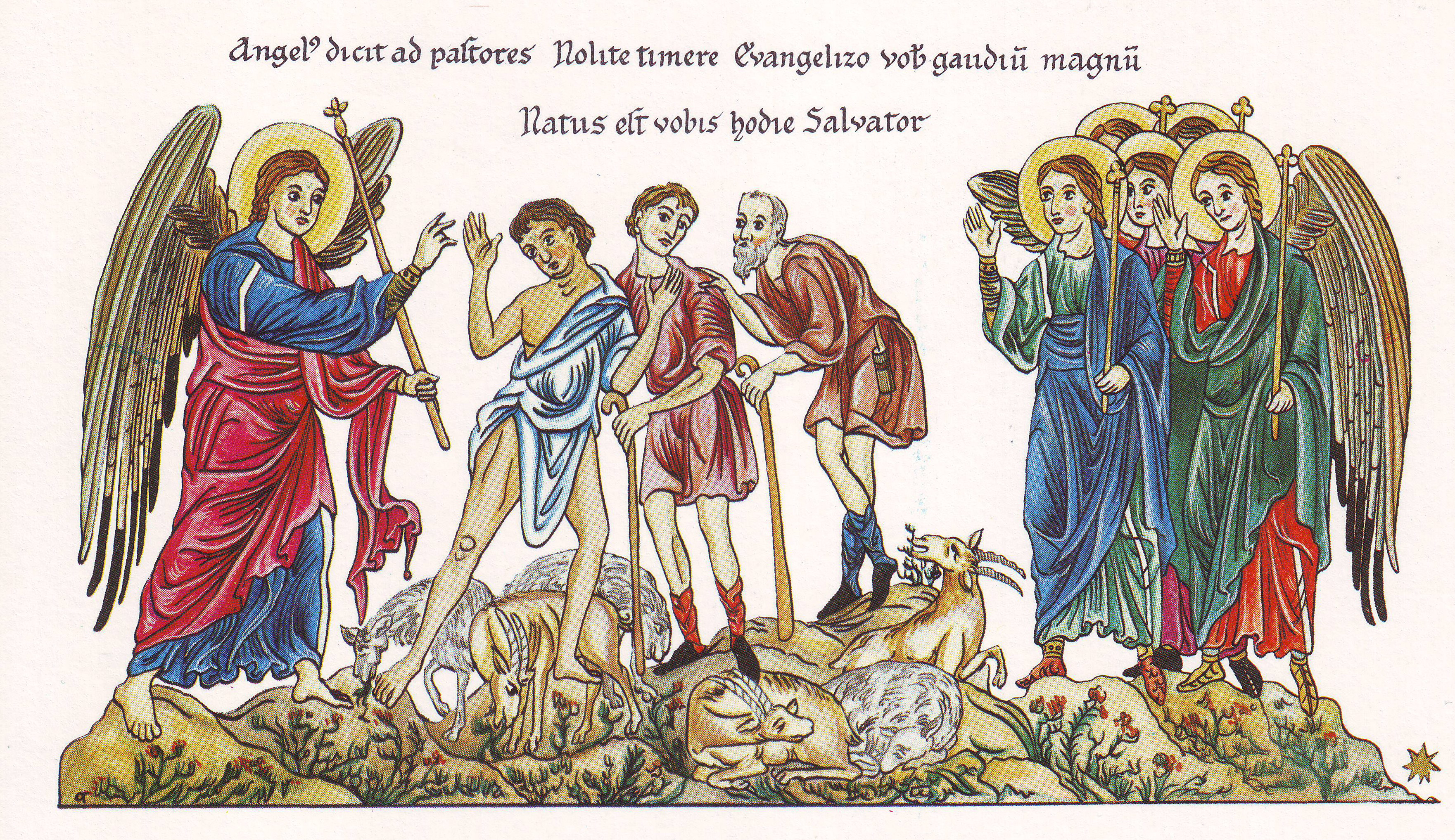
Die Engel verkünden den Hirten die Geburt Christi
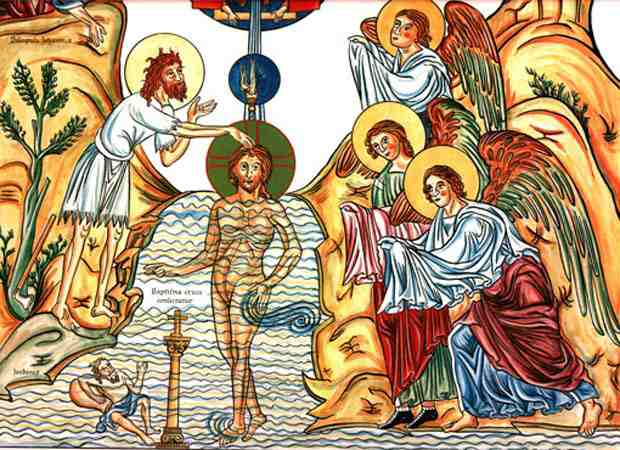
Die Taufe Jesu im Jordan
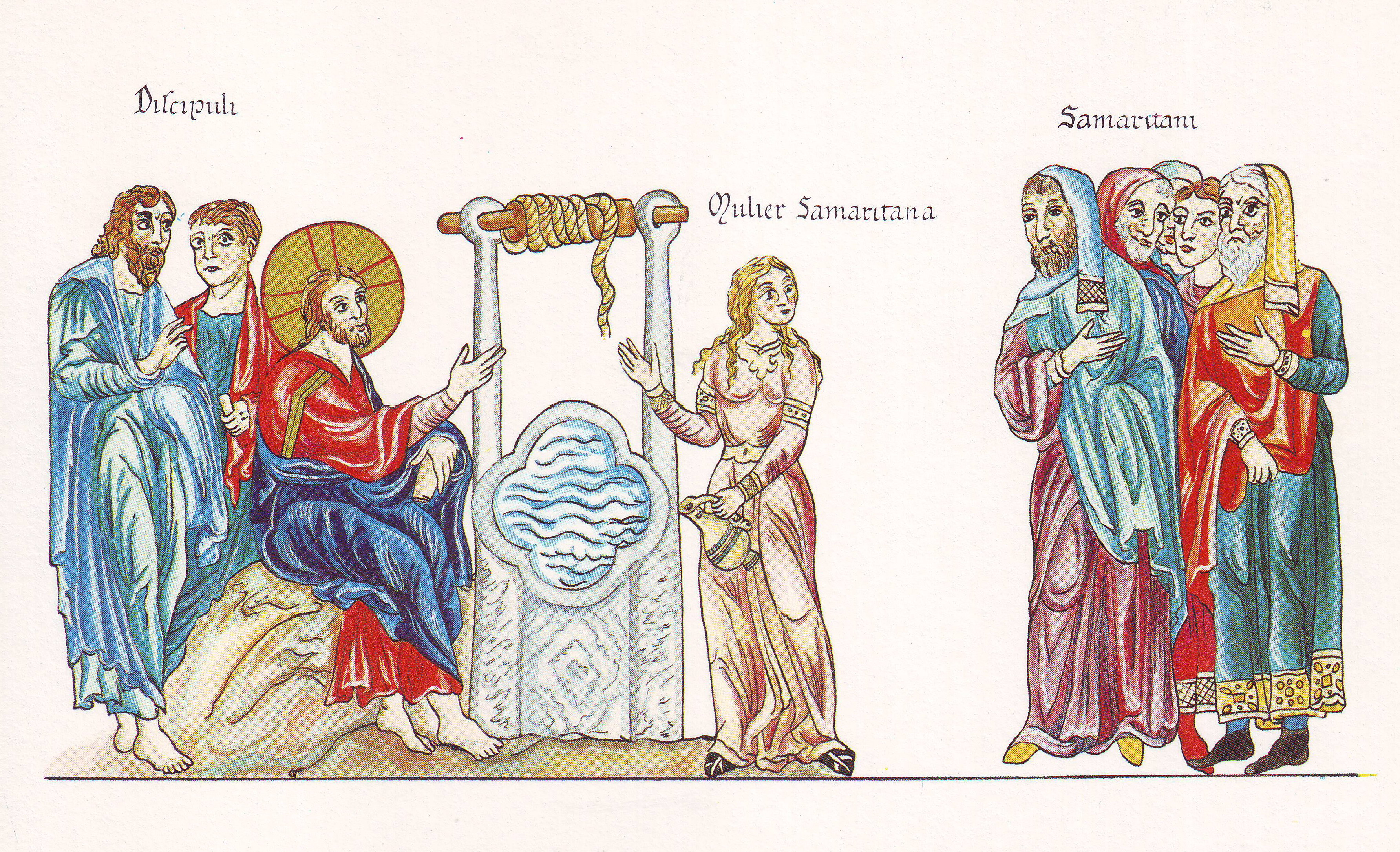
Jesus und die Samariterin am Jakobsbrunnen
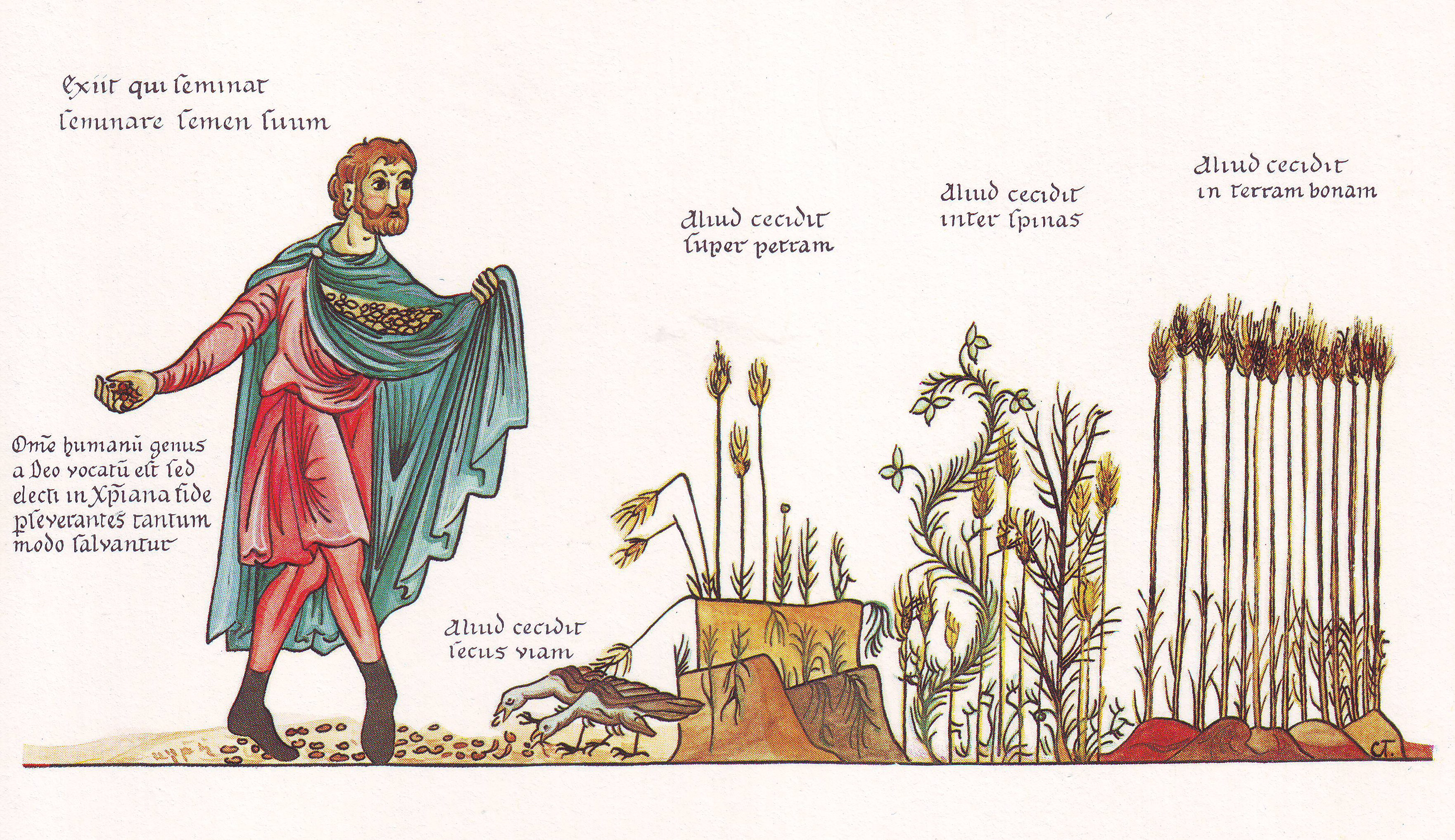
Das Gleichnis vom Sämann
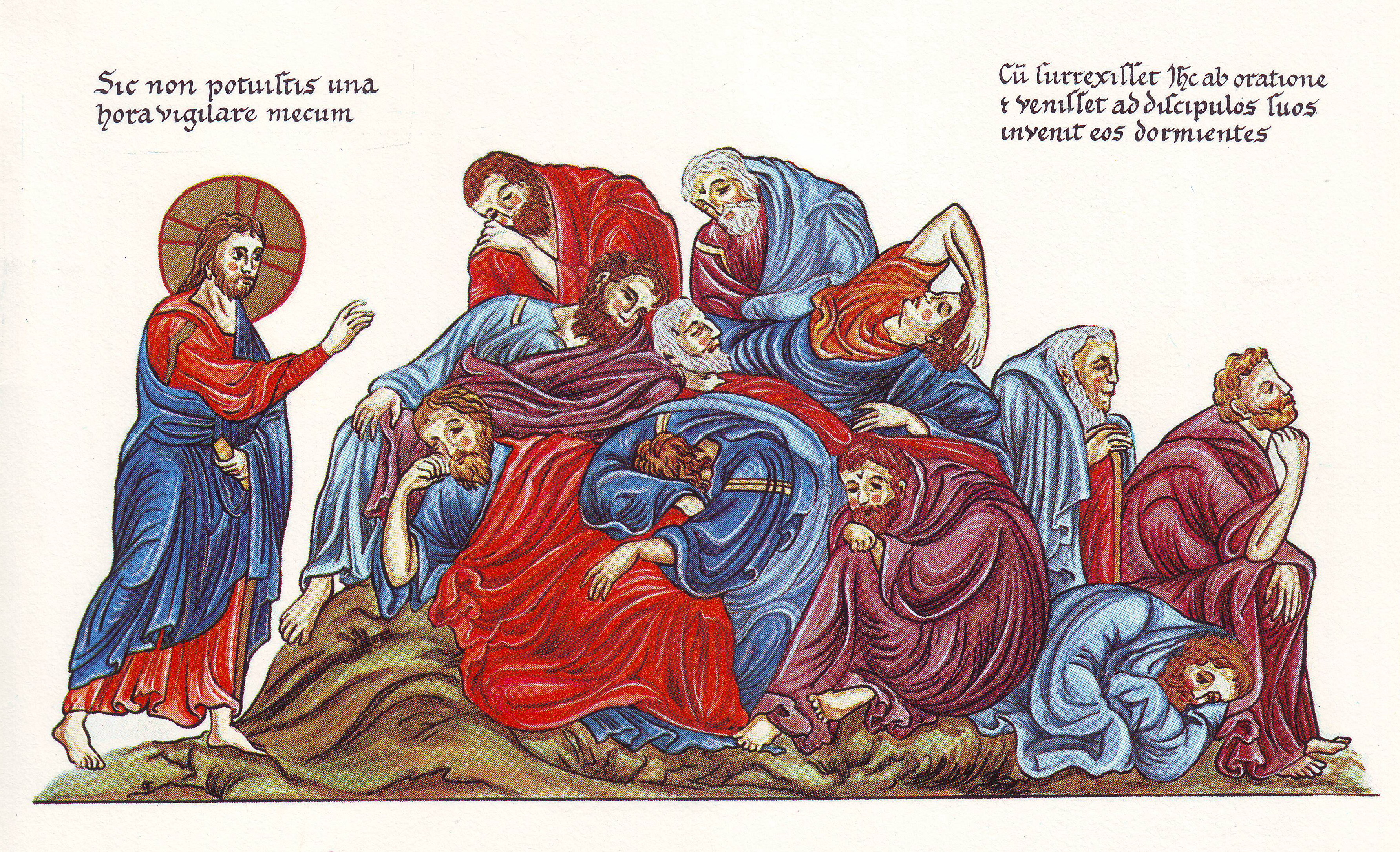
Jesus und die schlafenden Apostel am Ölberg
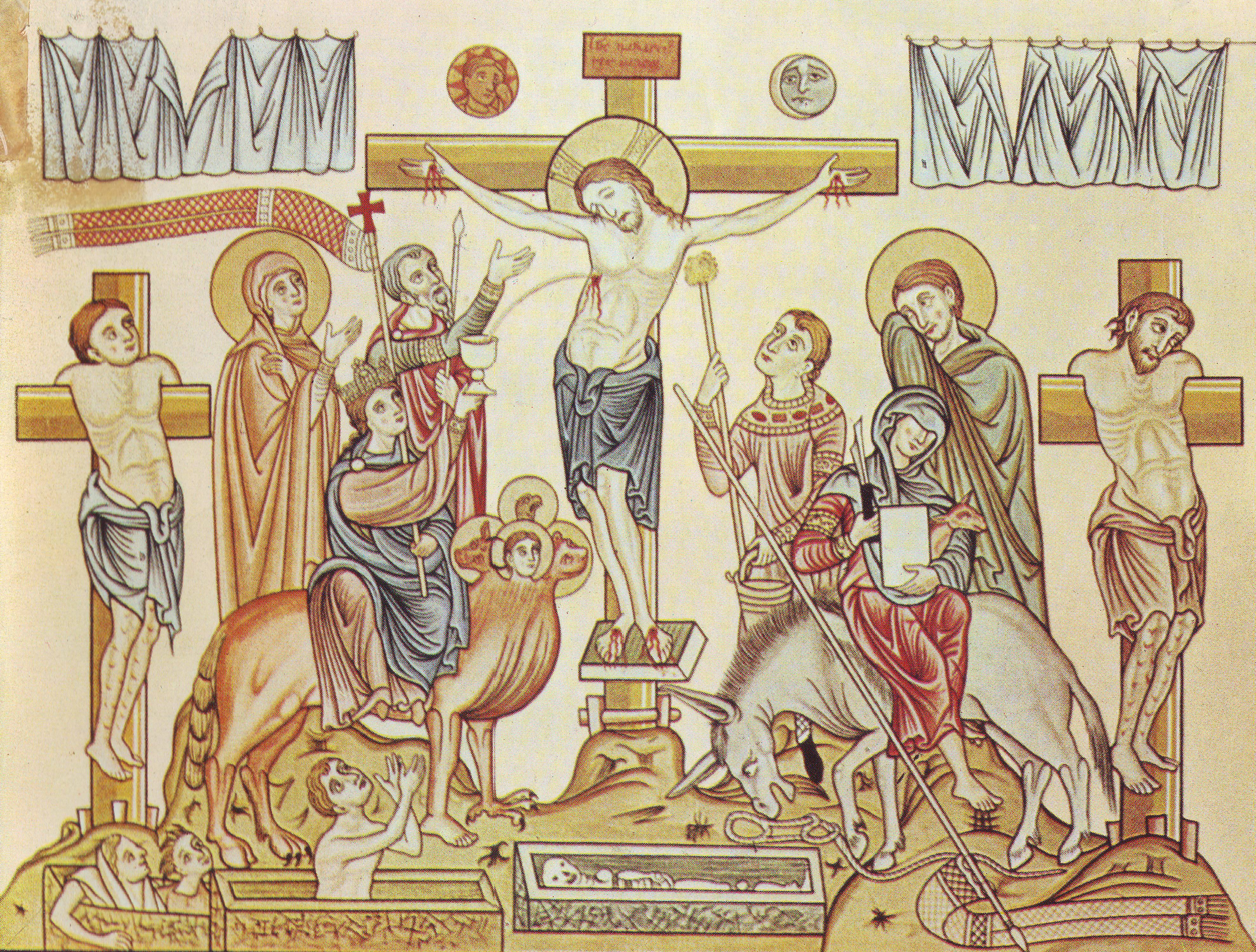
Die Kreuzigung Jesu Christi
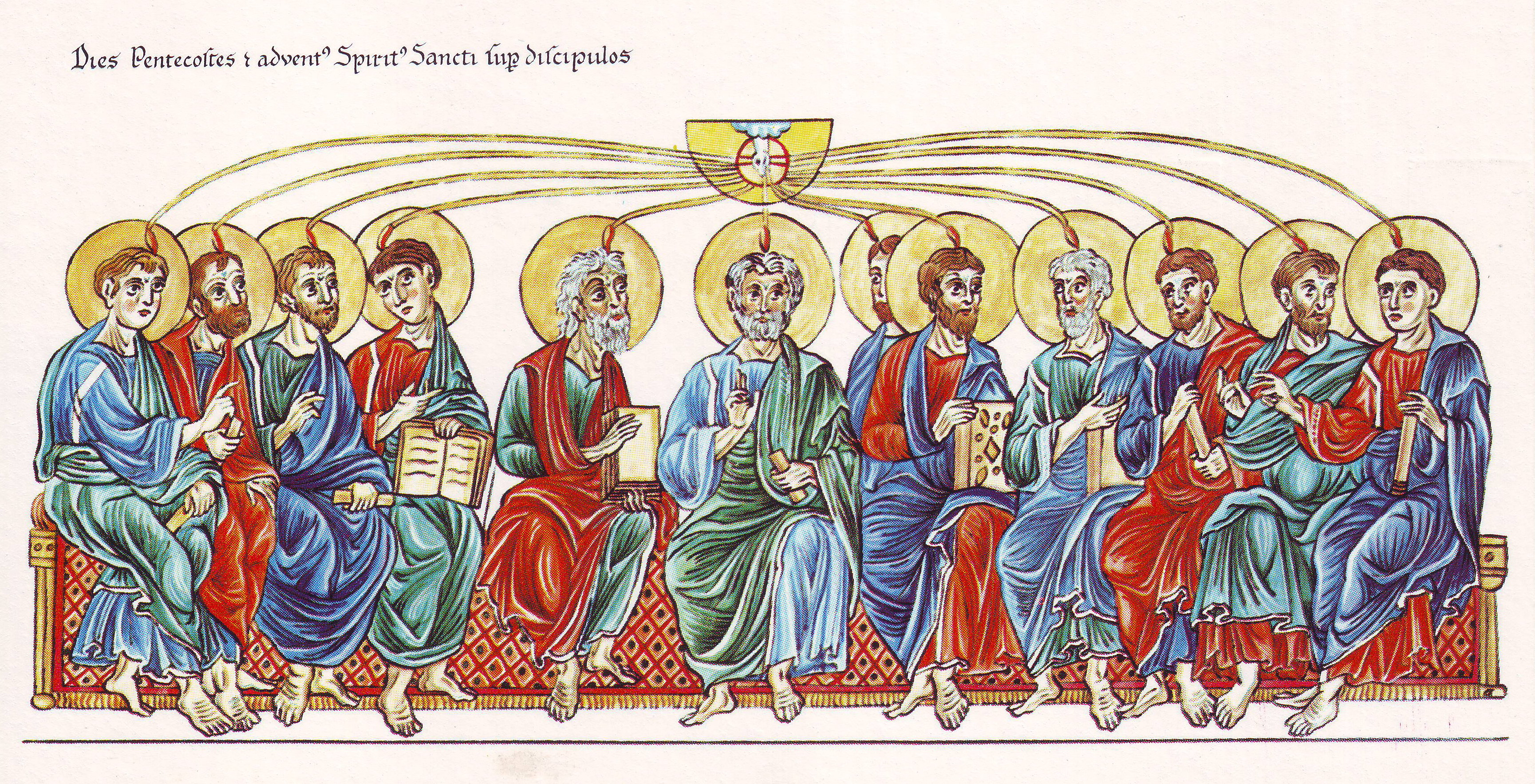
Pfingsten und die Aussendung des Heiligen Geistes auf die Apostel
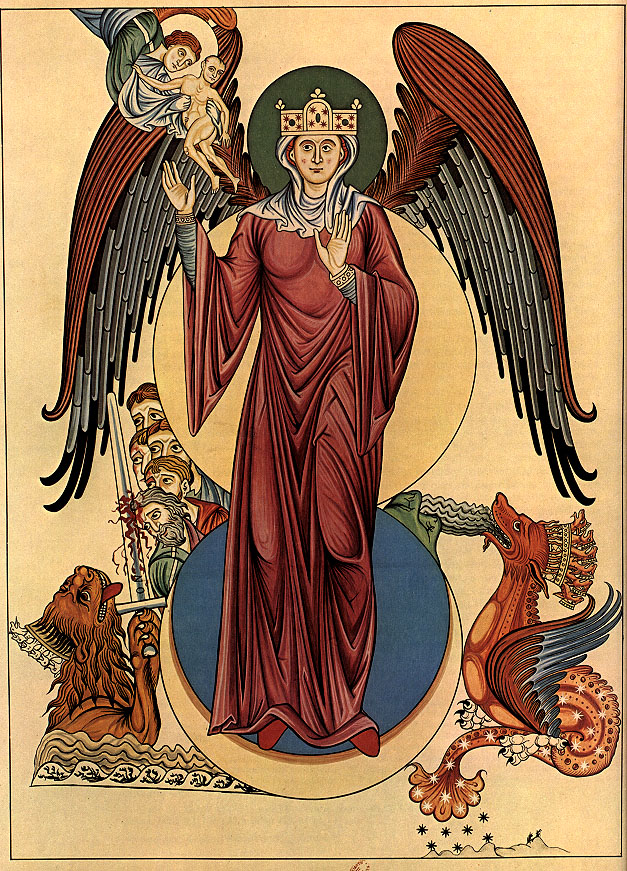
Die apokalyptische Frau aus der Offenbarung des Johannes
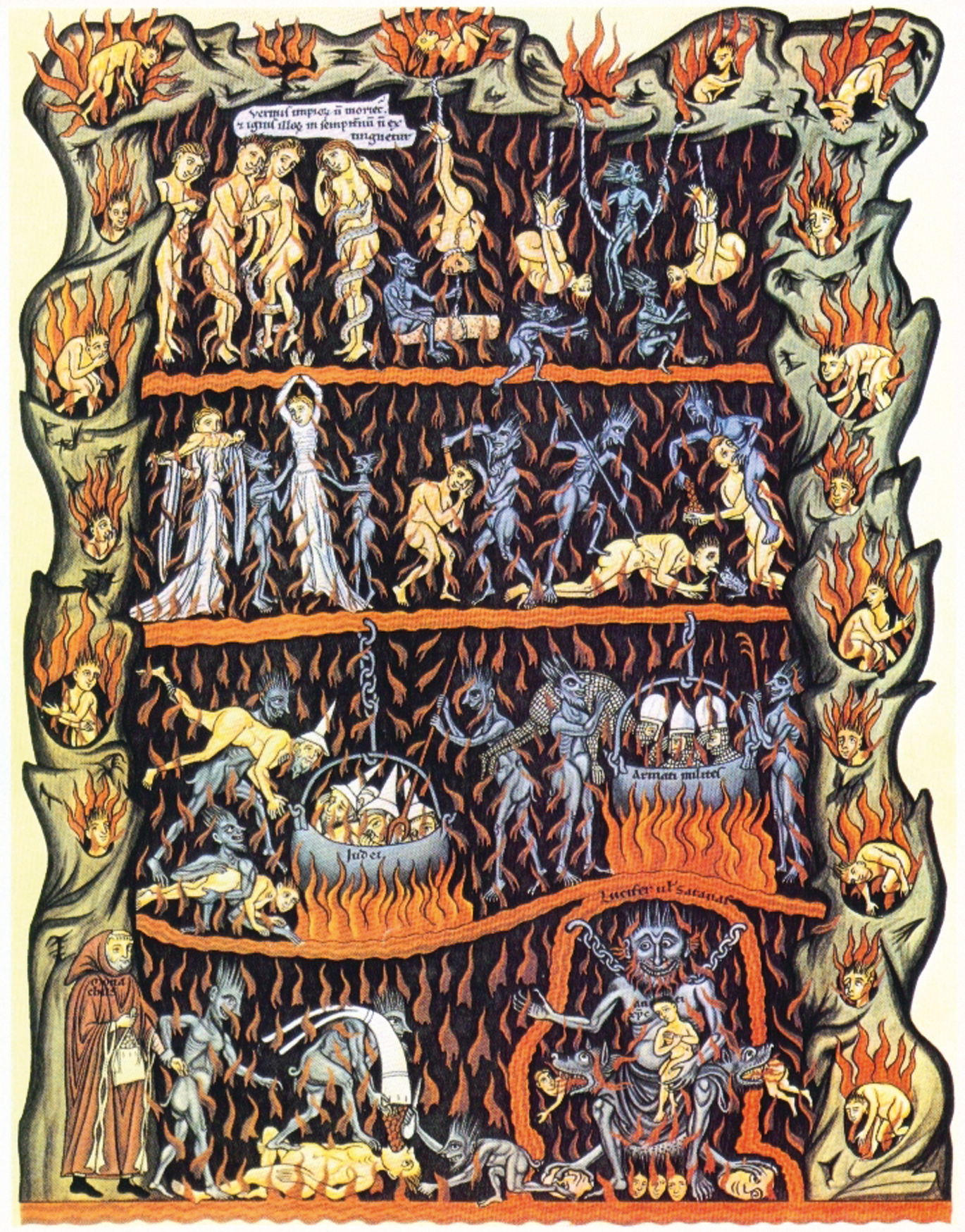
Die Hölle
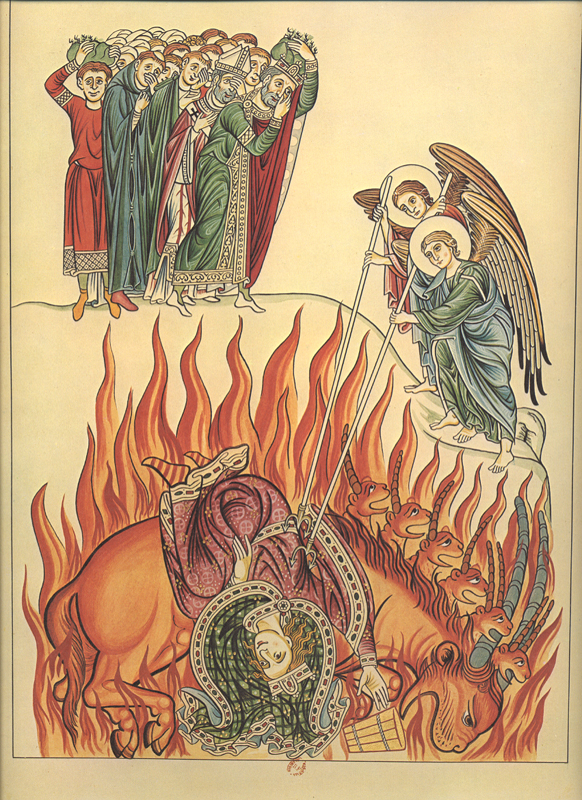
Die Hure Babylon

## Ausgaben
Durch Kriegsverlust des Originals handelt es sich um Ausgaben nach den im 19. Jahrhundert angefertigten Abschriften und Kopien, vermehrt um Kommentare. Zu weiteren und online verfügbaren Ausgaben siehe Weblinks. Zu Gesamt- und Einzeluntersuchungen siehe auch Literatur.
Grundlegend ist die Ausgabe:
- Herrade de Landsberg: Hortus deliciarum, publié aux frais de la Société pour la conservation des monuments historiques d’Alsace. Reproduction héliographique. Texte explicatif commencé par le chanoine A. Straub, 1891, et achevé par le chanoine G. Keller. 1879–1899, OCLC 457899444; Schlesier & Schweikhardt, Strasbourg 1901, OCLC 227508814 (französisch).
  - Gerard Keller: Herrad von Landsberg – Hortus Deliciarum. Erklärender Text zur grossen Ausgabe von Straub-Keller für die Historische Abteilung der Sondergruppe „Die Frau auf der Buchgewerblichen Weltausstellung Leipzig 1914“. 1914, OCLC 315135146 (11 Blätter; in Maschinenschrift).

Weitere Ausgaben sind:
- Otto Gillen: Herrad von Landsberg. Hortus Deliciarum. Pfälzische Verlagsanstalt, Neustadt/Weinstrasse 1979, DNB 800259386.
- Rosalie Green, Michael Evans, Christine Bischoff, Michael Curschmann (Hrsg.): Herrad of Hohenbourg, Hortus deliciarum (= Studies of the Warburg Institute. Vol. 36). Band 1: Commentary. Band 2: Reconstruction. Leiden 1979, ISBN 0-85481-055-2 (englisch).
- Joseph Walter: Herrade de Landsberg. Hortus deliciarum. Recueil de 50 planches en couleurs selon l’original et vingt-huit en trois tons, avec texte d’introduction historique, littéraire et archéologique, suivi du catalogue complet des 344 miniatures et du commentaire iconographique des 50 planches. Editions F.-X. LeRoux, Straßburg/Paris 1952, OCLC 459283231 (französisch).